# Juniorvärldsmästerskapet i volleyboll för damer 2019
Juniorvärldsmästerskapet i volleyboll för damer 2019 utspelade sig mellan 12 och 21 juli 2019 i Aguascalientes, Mexiko. I turneringen fick spelare som är yngre än 20 år delta och 16 landslag deltog. Det var den 20:e upplagan av juniorvärldsmästerskapet i volleyboll för damer, som organiseras av Fédération Internationale de Volleyball. Japan vann tävlingen för första gången genom att vinna över Italien i finalen. Mayu Ishikawa (Italien) utsågs till mest värdefulla spelare.

## Arenor
|                                                                          |                                                           |  |
|                                                                          |                                                           |  |
| Hermanos Carreon Stadium Stad: Aguascalientes Kapacitet: 3 000 Invigd: - | Domo de la Feria Stad: León Kapacitet: 5 000 Invigd: 1980 |  |

## Regelverk
Tävlingen genomfördes i tre omgångar:
- Första omgången bestod av gruppspel där alla lag mötte alla. De två bästa i varje grupp gick vidare till grupp E och F (som gjorde upp om de åtta främsta platserna), medan de två sista gick vidare till grupp G och H  (som gjorde upp om de åtta främsta platserna).
- Andra omgången bestod av ett nytt gruppspel där de två främsta lagen i varje grupp gick till slutspel om de fyra bästa platserna inom sitt segment (plats 1-4 för grupp E och F, plats 9-12 för grupp G och H), medan de två sista lagen gjorde upp om de kvarvarvarande platserna (plats 5-8 för grupp E och F, plats 13-16 för grupp G och H).
- Ett slutspel där varje lag spelade två matcher för att bestämma exakt placering.

Placeringen i grupperna bestämdes utifrån:
- Antal vunna matcher
- Poäng
- Förhållandet mellan vunna/förlorade set
- Förhållandet mellan vunna/förlorade spelpoäng
- Inbördes möten

Om slutresultatet var 3-0 eller 3-1, tilldelades 3 poäng till det vinnande laget och 0 till det förlorande laget, om slutresultatet blev 3-2, tilldelades 2 poäng till det vinnande laget och 1 till det förlorande laget.

## Deltagande lag
| Lag                     | Turnering                                        | Deltog senast |
| ----------------------- | ------------------------------------------------ | ------------- |
| Argentina               | 2:a Sydamerikanska U20-mästerskapet 2018         | Mexico 2017   |
| Brasilien               | 1:a Sydamerikanska U20-mästerskapet 2018         | Mexico 2017   |
| Kina                    | 2:a Asiatiska och oceanska U20-mästerskapet 2018 | Mexico 2017   |
| Kuba                    | 1:a Panamerikanska U20-mästerskapet 2018         | Mexico 2017   |
| Egypten                 | 1:a Afrikanska U20-mästerskapet 2018             | Mexico 2017   |
| Japan                   | 1:a Asiatiska och oceanska U20-mästerskapet 2018 | Mexico 2017   |
| Italien                 | 1:a vid U19-EM 2018                              | Mexico 2017   |
| Mexiko                  | Värd                                             | Mexico 2017   |
| Peru                    | 13:e på FIVBs världsranking för U20-landslag     | Mexico 2017   |
| Polen                   | 6:a på FIVBs världsranking för U20-landslag      | Mexico 2017   |
| Dominikanska republiken | 9:a på FIVBs världsranking för U20-landslag      | Mexico 2017   |
| Rwanda                  | 2:a vid Afrikanska U20-mästerskapet 2018         | Debut         |
| Ryssland                | 2:a vid U19-EM 2018                              | Mexico 2017   |
| Serbien                 | 13:e på FIVBs världsranking för U20-landslag     | Mexico 2017   |
| USA                     | 1:a vid Nordamerikanska U20-mästerskapet 2018    | Mexico 2017   |
| Turkiet                 | 4:a på FIVBs världsranking för U20-landslag      | Mexico 2017   |

## Turneringen

### Första omgången
Första omgången lottades 18 juni 2019 i León.
| Grupp A | Grupp B | Grupp C   | Grupp D                 |
| ------- | ------- | --------- | ----------------------- |
| Kuba    | Kina    | Argentina | Brasilien               |
| Italien | Egypten | Ryssland  | Japan                   |
| Mexiko  | Peru    | Serbien   | Dominikanska republiken |
| USA     | Polen   | Turkiet   | Rwanda                  |

#### Grupp A

##### Resultat
| 12 juli 2019 Hermanos Carreon Stadium, Aguascalientes Speltid: 1h:48 - Åskådare: ?     | USA     | 1 - 3 | Italien | 26-28, 25-18, 28-30, 22-25 |
| 12 juli 2019 Hermanos Carreon Stadium, Aguascalientes Speltid: 1h:35 - Åskådare: 2 000 | Mexiko  | 3 - 1 | Kuba    | 25-16, 18-25, 25-17, 25-23 |
| 13 juli 2019 Hermanos Carreon Stadium, Aguascalientes Speltid: 1h:09 - Åskådare: 600   | Kuba    | 0 - 3 | Italien | 20-25, 13-25, 17-25        |
| 13 juli 2019 Hermanos Carreon Stadium, Aguascalientes Speltid: 1h:16 - Åskådare: 3 200 | Mexiko  | 0 - 3 | USA     | 17-25, 23-25, 21-25        |
| 14 juli 2019 Hermanos Carreon Stadium, Aguascalientes Speltid: 1h:12 - Åskådare: 700   | USA     | 3 - 0 | Kuba    | 25-20, 25-23, 25-20        |
| 14 juli 2019 Hermanos Carreon Stadium, Aguascalientes Speltid: 1h:12 - Åskådare: 3 200 | Italien | 3 - 0 | Mexiko  | 26-24, 25-21, 25-15        |

##### Sluttabell
| Fos | Lag     | Pt | M | V | F | SV | SF | Ratio | PF  | PS  | Ratio |
| --- | ------- | -- | - | - | - | -- | -- | ----- | --- | --- | ----- |
| 1   | Italien | 9  | 3 | 3 | 0 | 9  | 1  | 9,000 | 252 | 211 | 1,194 |
| 2   | USA     | 6  | 3 | 2 | 1 | 7  | 3  | 2,333 | 251 | 225 | 1,116 |
| 3   | Mexiko  | 3  | 3 | 1 | 2 | 3  | 7  | 0,429 | 214 | 232 | 0,922 |
| 4   | Kuba    | 0  | 3 | 0 | 3 | 1  | 9  | 0,111 | 194 | 243 | 0,798 |

#### Grupp B

##### Resultat
| 12 juli 2019 Domo de la Feria, [[León]] Speltid: 2h:21 - Åskådare: 900 | Kina    | 2 - 3 | Peru    | 27-29, 25-18, 19-25, 25-20, 17-19 |
| 12 juli 2019 Domo de la Feria, León Speltid: 1h:07 - Åskådare: 900     | Polen   | 3 - 0 | Egypten | 25-17, 25-14, 25-11               |
| 13 juli 2019 Domo de la Feria, León Speltid: 1h:15 - Åskådare: 400     | Peru    | 3 - 0 | Egypten | 25-16, 25-15, 25-16               |
| 13 juli 2019 Domo de la Feria, León Speltid: 2h:02 - Åskådare: 2 500   | Kina    | 3 - 2 | Polen   | 23-25, 25-17, 25-12, 25-27, 15-5  |
| 14 juli 2019 Domo de la Feria, León Speltid: 1h:19 - Åskådare: 1 000   | Polen   | 3 - 0 | Peru    | 25-22, 25-20, 25-20               |
| 14 juli 2019 Domo de la Feria, León Speltid: 1h:09 - Åskådare: 3 000   | Egypten | 0 - 3 | Kina    | 18-25, 20-25, 13-25               |

##### Sluttabell
| Fos | Lag     | Pt | M | V | F | SV | SF | Ratio | PF  | PS  | Ratio |
| --- | ------- | -- | - | - | - | -- | -- | ----- | --- | --- | ----- |
| 1   | Polen   | 7  | 3 | 2 | 1 | 8  | 3  | 2,667 | 236 | 217 | 1,088 |
| 2   | Kina    | 6  | 3 | 2 | 1 | 8  | 5  | 1,600 | 301 | 248 | 1,214 |
| 3   | Peru    | 5  | 3 | 2 | 1 | 6  | 5  | 1,200 | 248 | 235 | 1,055 |
| 4   | Egypten | 0  | 3 | 0 | 3 | 0  | 9  | 0,000 | 140 | 225 | 0,622 |

#### Grupp C

##### Resultat
| 12 juli 2019 Domo de la Feria, León Speltid: 2h:00 - Åskådare: 3 000 | Ryssland  | 3 - 1 | Serbien   | 25-21, 30-28, 21-25, 25-22        |
| 12 juli 2019 Domo de la Feria, León Speltid: 2h:14 - Åskådare: 1 300 | Turkiet   | 3 - 2 | Argentina | 23-25, 25-18, 25-21, 21-25, 15-7  |
| 13 juli 2019 Domo de la Feria, León Speltid: 1h:58 - Åskådare: 4 000 | Serbien   | 3 - 2 | Argentina | 13-25, 19-25, 25-22, 25-12, 15-13 |
| 13 juli 2019 Domo de la Feria, León Speltid: 2h:04 - Åskådare: 2 900 | Ryssland  | 3 - 2 | Turkiet   | 25-12, 25-17, 16-25, 20-25, 16-14 |
| 14 juli 2019 Domo de la Feria, León Speltid: 2h:03 - Åskådare: 3 960 | Turkiet   | 3 - 2 | Serbien   | 18-25, 25-23, 25-23, 16-25, 15-8  |
| 14 juli 2019 Domo de la Feria, León Speltid: 1h:16 - Åskådare: 3 000 | Argentina | 0 - 3 | Ryssland  | 21-25, 16-25, 20-25               |

##### Sluttabell
| Fos | Lag       | Pt | M | V | F | SV | SF | Ratio | PF  | PS  | Ratio |
| --- | --------- | -- | - | - | - | -- | -- | ----- | --- | --- | ----- |
| 1   | Ryssland  | 8  | 3 | 3 | 0 | 9  | 3  | 3,000 | 278 | 246 | 1,130 |
| 2   | Turkiet   | 5  | 3 | 2 | 1 | 8  | 7  | 1,143 | 301 | 302 | 0,997 |
| 3   | Serbien   | 3  | 3 | 1 | 2 | 6  | 8  | 0,750 | 297 | 297 | 1,000 |
| 4   | Argentina | 2  | 3 | 0 | 3 | 4  | 9  | 0,444 | 250 | 281 | 0,890 |

#### Grupp D

##### Resultat
| 12 juli 2019 Hermanos Carreon Stadium, Aguascalientes Speltid: 0h:55 - Åskådare: 1 000 | Japan                   | 3 - 0 | Rwanda                  | 25-8, 25-9, 25-4    |
| 12 juli 2019 Hermanos Carreon Stadium, Aguascalientes Speltid: 1h:09 - Åskådare: 1 200 | Brasilien               | 3 - 0 | Dominikanska republiken | 25-12, 25-11, 25-20 |
| 13 juli 2019 Hermanos Carreon Stadium, Aguascalientes Speltid: 1h:06 - Åskådare: 800   | Rwanda                  | 0 - 3 | Dominikanska republiken | 19-25, 15-25, 14-25 |
| 13 juli 2019 Hermanos Carreon Stadium, Aguascalientes Speltid: ? - Åskådare: ?         | Japan                   | 3 - 0 | Brasilien               | 26-24, 25-22, 25-19 |
| 14 juli 2019 Hermanos Carreon Stadium, Aguascalientes Speltid: 1h:00 - Åskådare: 1 200 | Brasilien               | 3 - 0 | Rwanda                  | 25-8, 25-9, 25-13   |
| 14 juli 2019 Hermanos Carreon Stadium, Aguascalientes Speltid: 1h:12 - Åskådare: 1 800 | Dominikanska republiken | 0 - 3 | Japan                   | 15-25, 21-25, 23-25 |

##### Sluttabell
| Fos | Lag                     | Pt | M | V | F | SV | SF | Ratio | PF  | PS  | Ratio |
| --- | ----------------------- | -- | - | - | - | -- | -- | ----- | --- | --- | ----- |
| 1   | Japan                   | 9  | 3 | 3 | 0 | 9  | 0  | MAX   | 226 | 145 | 1,559 |
| 2   | Brasilien               | 6  | 3 | 2 | 1 | 6  | 3  | 2,000 | 215 | 149 | 1,443 |
| 3   | Dominikanska republiken | 3  | 3 | 1 | 2 | 3  | 6  | 0,500 | 177 | 198 | 0,894 |
| 4   | Rwanda                  | 0  | 3 | 0 | 3 | 0  | 9  | 0,000 | 99  | 225 | 0,440 |

### Andra omgången
| Grupp E   | Grupp F | Grupp G | Grupp H                 |
| --------- | ------- | ------- | ----------------------- |
| Brasilien | Japan   | Egypten | Argentina               |
| Kina      | Polen   | Mexiko  | Kuba                    |
| Italien   | USA     | Rwanda  | Peru                    |
| Ryssland  | Turkiet | Serbien | Dominikanska republiken |

#### Grupp E

##### Resultat
| 16 juli 2019 Hermanos Carreon Stadium, Aguascalientes Speltid: 1h:22 - Åskådare: 500   | Italien  | 3 - 0 | Brasilien | 27-25, 25-21, 25-18               |
| 16 juli 2019 Hermanos Carreon Stadium, Aguascalientes Speltid: 1h:10 - Åskådare: 1 000 | Kina     | 0 - 3 | Ryssland  | 15-25, 14-25, 23-25               |
| 17 juli 2019 Hermanos Carreon Stadium, Aguascalientes Speltid: 1h:27 - Åskådare: 750   | Ryssland | 0 - 3 | Brasilien | 22-25, 23-25, 14-25               |
| 17 juli 2019 Hermanos Carreon Stadium, Aguascalientes Speltid: 1h:10 - Åskådare: 800   | Italien  | 3 - 0 | Kina      | 25-19, 25-22, 25-20               |
| 18 juli 2019 Hermanos Carreon Stadium, Aguascalientes Speltid: 2h:03 - Åskådare: 900   | Kina     | 3 - 2 | Brasilien | 25-21, 23-25, 25-20, 20-25, 15-11 |
| 18 juli 2019 Hermanos Carreon Stadium, Aguascalientes Speltid: 2h:08 - Åskådare: 2 000 | Italien  | 2 - 3 | Ryssland  | 25-22, 25-21, 21-25, 20-25, 11-15 |

##### Sluttabell
| Fos | Lag       | Pt | M | V | F | SV | SF | Ratio | PF  | PS  | Ratio |
| --- | --------- | -- | - | - | - | -- | -- | ----- | --- | --- | ----- |
| 1   | Italien   | 7  | 3 | 2 | 1 | 8  | 3  | 2,667 | 254 | 233 | 1,090 |
| 2   | Ryssland  | 5  | 3 | 2 | 1 | 6  | 5  | 1,200 | 242 | 229 | 1,057 |
| 3   | Brasilien | 4  | 3 | 1 | 2 | 5  | 6  | 0,833 | 241 | 244 | 0,988 |
| 4   | Kina      | 2  | 3 | 1 | 2 | 3  | 8  | 0,375 | 221 | 252 | 0,877 |

#### Grupp F

##### Resultat
| 16 juli 2019 Hermanos Carreon Stadium, Aguascalientes Speltid: 1h:48 - Åskådare: 2 000 | Polen | 1 - 3 | Turkiet | 26-24, 23-25, 21-25, 18-25        |
| 16 juli 2019 Hermanos Carreon Stadium, Aguascalientes Speltid: 1h:11 - Åskådare: 2 200 | USA   | 0 - 3 | Japan   | 18-25, 15-25, 20-25               |
| 17 juli 2019 Hermanos Carreon Stadium, Aguascalientes Speltid: 1h:58 - Åskådare: 1 500 | Japan | 3 - 2 | Turkiet | 22-25, 20-25, 25-15, 25-19, 18-16 |
| 17 juli 2019 Hermanos Carreon Stadium, Aguascalientes Speltid: 1h:15 - Åskådare: 1 800 | Polen | 3 - 0 | USA     | 25-18, 25-20, 25-23               |
| 18 juli 2019 Hermanos Carreon Stadium, Aguascalientes Speltid: 1h:31 - Åskådare: 2 500 | USA   | 0 - 3 | Turkiet | 23-25, 20-25, 30-32               |
| 18 juli 2019 Hermanos Carreon Stadium, Aguascalientes Speltid: 1h:45 - Åskådare: 2 500 | Polen | 1 - 3 | Japan   | 20-25, 26-24, 21-25, 19-25        |

##### Sluttabell
| Fos | Lag     | Pt | M | V | F | SV | SF | Ratio | PF  | PS  | Ratio |
| --- | ------- | -- | - | - | - | -- | -- | ----- | --- | --- | ----- |
| 1   | Japan   | 8  | 3 | 3 | 0 | 9  | 3  | 3,000 | 284 | 239 | 1,188 |
| 2   | Turkiet | 7  | 3 | 2 | 1 | 8  | 4  | 2,000 | 281 | 271 | 1,037 |
| 3   | Polen   | 3  | 3 | 1 | 2 | 5  | 6  | 0,833 | 249 | 259 | 0,961 |
| 4   | USA     | 0  | 3 | 0 | 3 | 0  | 9  | 0,000 | 187 | 232 | 0,806 |

#### Grupp G

##### Resultat
| 16 juli 2019 Domo de la Feria, León Speltid: 1h:07 - Åskådare: 350   | Egypten | 0 - 3 | Serbien | 20-25, 15-25, 15-25        |
| 16 juli 2019 Domo de la Feria, León Speltid: 1h:06 - Åskådare: 3 450 | Mexiko  | 3 - 0 | Rwanda  | 25-14, 25-17, 25-16        |
| 17 juli 2019 Domo de la Feria, León Speltid: 0h:56 - Åskådare: 120   | Serbien | 3 - 0 | Rwanda  | 25-12, 25-12, 25-12        |
| 17 juli 2019 Domo de la Feria, León Speltid: 1h:10 - Åskådare: 1 500 | Mexiko  | 3 - 0 | Egypten | 25-20, 25-17, 25-15        |
| 18 juli 2019 Domo de la Feria, León Speltid: 1h:08 - Åskådare: 300   | Egypten | 3 - 0 | Rwanda  | 25-18, 25-18, 25-19        |
| 18 juli 2019 Domo de la Feria, León Speltid: 1h:43 - Åskådare: 4 100 | Mexiko  | 3 - 1 | Serbien | 21-25, 25-19, 25-21, 25-18 |

##### Sluttabell
| Fos | Lag     | Pt | M | V | F | SV | SF | Ratio | PF  | PS  | Ratio |
| --- | ------- | -- | - | - | - | -- | -- | ----- | --- | --- | ----- |
| 1   | Mexiko  | 9  | 3 | 3 | 0 | 9  | 1  | 9,000 | 246 | 182 | 1,352 |
| 2   | Serbien | 6  | 3 | 2 | 1 | 7  | 2  | 2,333 | 233 | 182 | 1,280 |
| 3   | Egypten | 3  | 3 | 1 | 2 | 3  | 6  | 0,500 | 177 | 205 | 0,863 |
| 4   | Rwanda  | 0  | 3 | 0 | 3 | 0  | 9  | 0,000 | 138 | 225 | 0,613 |

#### Grupp H

##### Resultat
| 16 juli 2019 Domo de la Feria, León Speltid: 1h:22 - Åskådare: 300   | Peru                    | 0 - 3 | Argentina               | 23-25, 17-25, 22-25               |
| 16 juli 2019 Domo de la Feria, León Speltid: 2h:00 - Åskådare: 2 000 | Kuba                    | 2 - 3 | Dominikanska republiken | 20-25, 20-25, 25-22, 25-19, 16-18 |
| 17 juli 2019 Domo de la Feria, León Speltid: 1h:15 - Åskådare: 600   | Dominikanska republiken | 0 - 3 | Argentina               | 19-25, 16-25, 21-25               |
| 17 juli 2019 Domo de la Feria, León Speltid: 1h:16 - Åskådare: 1 200 | Peru                    | 3 - 0 | Kuba                    | 27-25, 25-13, 25-20               |
| 18 juli 2019 Domo de la Feria, León Speltid: 1h:39 - Åskådare: 1 000 | Kuba                    | 1 - 3 | Argentina               | 22-25, 17-25, 25-18, 19-25        |
| 18 juli 2019 Domo de la Feria, León Speltid: 1h:44 - Åskådare: 900   | Peru                    | 3 - 1 | Dominikanska republiken | 18-25, 25-23, 25-19, 25-22        |

##### Sluttabell
| Fos | Lag                     | Pt | M | V | F | SV | SF | Ratio | PF  | PS  | Ratio |
| --- | ----------------------- | -- | - | - | - | -- | -- | ----- | --- | --- | ----- |
| 1   | Argentina               | 9  | 3 | 3 | 0 | 9  | 1  | 9,000 | 243 | 201 | 1,209 |
| 2   | Peru                    | 6  | 3 | 2 | 1 | 6  | 4  | 1,500 | 232 | 222 | 1,045 |
| 3   | Dominikanska republiken | 2  | 3 | 1 | 2 | 4  | 8  | 0,500 | 254 | 274 | 0,927 |
| 4   | Kuba                    | 1  | 3 | 0 | 3 | 3  | 9  | 0,333 | 247 | 279 | 0,885 |

### Slutspelsfasen

#### Spel om plats 1-4
|  | Semifinal | Semifinal |         |       | Final               | Final               |  |
|  |           |           |         |       |                     |                     |  |
|  | Japan     | 3         |         |       |                     |                     |  |
|  | Japan     | 3         |         |       |                     |                     |  |
|  | Ryssland  | 2         |         |       |                     |                     |  |
|  | Ryssland  | 2         |         | Japan | 3                   |                     |  |
|  |           |           |         | Japan | 3                   |                     |  |
|  |           |           | Italien | 2     |                     |                     |  |
|  | Italien   | 3         | Italien | 2     |                     |                     |  |
|  | Italien   | 3         |         |       |                     |                     |  |
|  | Turkiet   | 2         |         |       | Match om tredjepris | Match om tredjepris |  |
|  | Turkiet   | 2         |         |       |                     |                     |  |
|  |           |           |         |       |                     |                     |  |
|  |           |           |         |       | Ryssland            | 3                   |  |
|  |           |           |         |       | Ryssland            | 3                   |  |
|  |           |           |         |       | Turkiet             | 1                   |  |

##### Semifinaler
| 20 juli 2019 Hermanos Carreon Stadium, Aguascalientes Speltid: 1h:55 - Åskådare: 2 800 | Japan   | 3 - 2 | Ryssland | 18-25, 26-24, 25-13, 18-25, 15-12 |
| 20 juli 2019 Hermanos Carreon Stadium, Aguascalientes Speltid: 2h:17 - Åskådare: 2 800 | Italien | 3 - 2 | Turkiet  | 19-25, 24-26, 25-21, 25-16, 18-16 |

##### Match om tredjepris
| 21 juli 2019 Hermanos Carreon Stadium, Aguascalientes Speltid: 1h:50 - Åskådare: 3 300 | Ryssland | 3 - 1 | Turkiet | 25-22, 26-28, 25-19, 29-27 |

##### Final
| 21 juli 2019 Hermanos Carreon Stadium, Aguascalientes Speltid: 2h:00 - Åskådare: 3 500 | Japan | 3 - 2 | Italien | 23-25, 21-25, 25-20, 25-19, 15-12 |

#### Spel om plats 5-8
|  | Matcher om plats 5-8 | Matcher om plats 5-8 |       |           | Match om femteplats  | Match om femteplats  |  |
|  |                      |                      |       |           |                      |                      |  |
|  | Brasilien            | 3                    |       |           |                      |                      |  |
|  | Brasilien            | 3                    |       |           |                      |                      |  |
|  | USA                  | 1                    |       |           |                      |                      |  |
|  | USA                  | 1                    |       | Brasilien | 2                    |                      |  |
|  |                      |                      |       | Brasilien | 2                    |                      |  |
|  |                      |                      | Polen | 3         |                      |                      |  |
|  | Polen                | 3                    | Polen | 3         |                      |                      |  |
|  | Polen                | 3                    |       |           |                      |                      |  |
|  | Kina                 | 2                    |       |           | Match om sjundeplats | Match om sjundeplats |  |
|  | Kina                 | 2                    |       |           |                      |                      |  |
|  |                      |                      |       |           |                      |                      |  |
|  |                      |                      |       |           | USA                  | 0                    |  |
|  |                      |                      |       |           | USA                  | 0                    |  |
|  |                      |                      |       |           | Kina                 | 3                    |  |

##### Match om plats 5-8
| 20 juli 2019 Hermanos Carreon Stadium, Aguascalientes Speltid: 1h:26 - Åskådare: 800   | Brasilien | 3 - 1 | USA  | 25-15, 14-25, 25-9, 25-15         |
| 20 juli 2019 Hermanos Carreon Stadium, Aguascalientes Speltid: 1h:57 - Åskådare: 1 800 | Polen     | 3 - 2 | Kina | 27-25, 25-15, 23-25, 14-25, 15-12 |

##### Match om sjundeplats
| 21 juli 2019 Hermanos Carreon Stadium, Aguascalientes Speltid: 1h:13 - Åskådare: 1 500 | USA | 0 - 3 | Kina | 20-25, 19-25, 20-25 |

##### Match om femteplats
| 21 juli 2019 Hermanos Carreon Stadium, Aguascalientes Speltid: 1h:58 - Åskådare: 2 500 | Brasilien | 2 - 3 | Polen | 19-25, 25-17, 25-14, 20-25, 10-15 |

#### Spel om plats 9-12
|  | Matcher om plats 9-12 | Matcher om plats 9-12 |        |         | Match om niondeplats | Match om niondeplats |  |
|  |                       |                       |        |         |                      |                      |  |
|  | Argentina             | 1                     |        |         |                      |                      |  |
|  | Argentina             | 1                     |        |         |                      |                      |  |
|  | Serbien               | 3                     |        |         |                      |                      |  |
|  | Serbien               | 3                     |        | Serbien | 3                    |                      |  |
|  |                       |                       |        | Serbien | 3                    |                      |  |
|  |                       |                       | Mexiko | 0       |                      |                      |  |
|  | Mexiko                | 3                     | Mexiko | 0       |                      |                      |  |
|  | Mexiko                | 3                     |        |         |                      |                      |  |
|  | Peru                  | 2                     |        |         | Match om elfteplats  | Match om elfteplats  |  |
|  | Peru                  | 2                     |        |         |                      |                      |  |
|  |                       |                       |        |         |                      |                      |  |
|  |                       |                       |        |         | Argentina            | 3                    |  |
|  |                       |                       |        |         | Argentina            | 3                    |  |
|  |                       |                       |        |         | Peru                 | 1                    |  |

##### Matcher om plats 9-12
| 20 juli 2019 Domo de la Feria, León Speltid: ? - Åskådare: ?         | Argentina | 1 - 3 | Serbien | 17-25, 20-25, 25-23, 19-25        |
| 20 juli 2019 Domo de la Feria, León Speltid: 1h:53 - Åskådare: 4 100 | Mexiko    | 3 - 2 | Peru    | 23-25, 20-25, 25-17, 25-12, 15-10 |

##### Match om elfteplats
| 21 juli 2019 Domo de la Feria, León Speltid: 1h:52 - Åskådare: 1 200 | Argentina | 3 - 1 | Peru | 25-23, 25-18, 23-25, 26-24 |

##### Match om niondeplats
| 21 juli 2019 Domo de la Feria, León Speltid: 1h:18 - Åskådare: 3 350 | Serbien | 3 - 0 | Mexiko | 25-23, 25-18, 25-22 |

#### Spel om plats 13-16
|  | Matcher om plats 13-16  | Matcher om plats 13-16 |                         |      | Match om trettondeplats | Match om trettondeplats |  |
|  |                         |                        |                         |      |                         |                         |  |
|  | Egypten                 | 1                      |                         |      |                         |                         |  |
|  | Egypten                 | 1                      |                         |      |                         |                         |  |
|  | Kuba                    | 3                      |                         |      |                         |                         |  |
|  | Kuba                    | 3                      |                         | Kuba | 0                       |                         |  |
|  |                         |                        |                         | Kuba | 0                       |                         |  |
|  |                         |                        | Dominikanska republiken | 3    |                         |                         |  |
|  | Dominikanska republiken | 3                      | Dominikanska republiken | 3    |                         |                         |  |
|  | Dominikanska republiken | 3                      |                         |      |                         |                         |  |
|  | Rwanda                  | 0                      |                         |      | Match om femtondeplats  | Match om femtondeplats  |  |
|  | Rwanda                  | 0                      |                         |      |                         |                         |  |
|  |                         |                        |                         |      |                         |                         |  |
|  |                         |                        |                         |      | Egypten                 | 3                       |  |
|  |                         |                        |                         |      | Egypten                 | 3                       |  |
|  |                         |                        |                         |      | Rwanda                  | 0                       |  |

##### Matcher om plats 13-16
| 20 juli 2019 Domo de la Feria, León Speltid: 1h:26 - Åskådare: 250 | Egypten                 | 1 - 3 | Kuba   | 25-20, 11-25, 13-25, 15-25 |
| 20 juli 2019 Domo de la Feria, León Speltid: 1h:12 - Åskådare: 400 | Dominikanska republiken | 3 - 0 | Rwanda | 25-14, 25-13, 25-21        |

##### Spel om femtondeplats
| 21 juli 2019 Domo de la Feria, León Speltid: 1h:16 - Åskådare: 80 | Egypten | 3 - 0 | Rwanda | 25-20, 26-24, 26-24 |

##### Spel om trettondeplats
| 21 juli 2019 Domo de la Feria, León Speltid: 1h:19 - Åskådare: 1 500 | Kuba | 0 - 3 | Dominikanska republiken | 23-25, 24-26, 22-25 |

## Slutplaceringar
| Pos | Lag                     |
| --- | ----------------------- |
|     | Japan                   |
|     | Italien                 |
|     | Ryssland                |
| 4   | Turkiet                 |
| 5   | Polen                   |
| 6   | Brasilien               |
| 7   | Kina                    |
| 8   | USA                     |
| 9   | Serbien                 |
| 10  | Mexiko                  |
| 11  | Argentina               |
| 12  | Peru                    |
| 13  | Dominikanska republiken |
| 14  | Kuba                    |
| 15  | Egypten                 |
| 16  | Rwanda                  |

## Individuella utmärkelser
| Utmärkelse              | Namn             | Lag      |
| ----------------------- | ---------------- | -------- |
| Mest värdefulla spelare | Mayu Ishikawa    | Japan    |
| Bästa passare           | Tsukasa Nakagawa | Japan    |
| Bästa högerspiker       | Terry Enweonwu   | Italien  |
| Bästa vänsterspiker     | Haruna Soga      | Japan    |
| Bästa vänsterspiker     | Mayu Ishikawa    | Japan    |
| Bästa center            | Yulia Brovkina   | Ryssland |
| Bästa center            | Merve Atlıer     | Turkiet  |
| Bästa libero            | Ni Feifan        | Kina     |